# Aframomum citratum
Espèce
Synonymes
- Amomum citratum J.Pereira[1]
- Amomum macrolepis K.Schum.[1]
- Cardamomum citratum (J.Pereira) Kuntze[1]

Aframomum citratum – également connue sous l'appellation « maniguette juteuse », ou mbongo mwel en bassa, ou mvonlo en ewondo – est une espèce de plantes à fleurs de la famille des Zingiberaceae et du genre Aframomum, présente au Cameroun, au Gabon et au Nigeria.

## Description
C'est une herbe pérenne à rhizome souterrain, dont la tige peut atteindre 4 m de hauteur. Les fruits sont des capsules ovoïdes d'environ 3 cm de diamètre, dans lesquelles de nombreuses petites graines sont contenues dans une pulpe blanche.

## Distribution
Elle a été observée au sud du Cameroun à Sodibanga et à Bipindi, également au Gabon et au sud-est du Nigeria.

## Utilisation
Les graines contenues dans les baies sont utilisées comme condiment pour épicer notamment les ragoûts et d'autres plats en pays bassa. On leur connaît également quelques utilisations médicinales, par exemple pour traiter la toux.

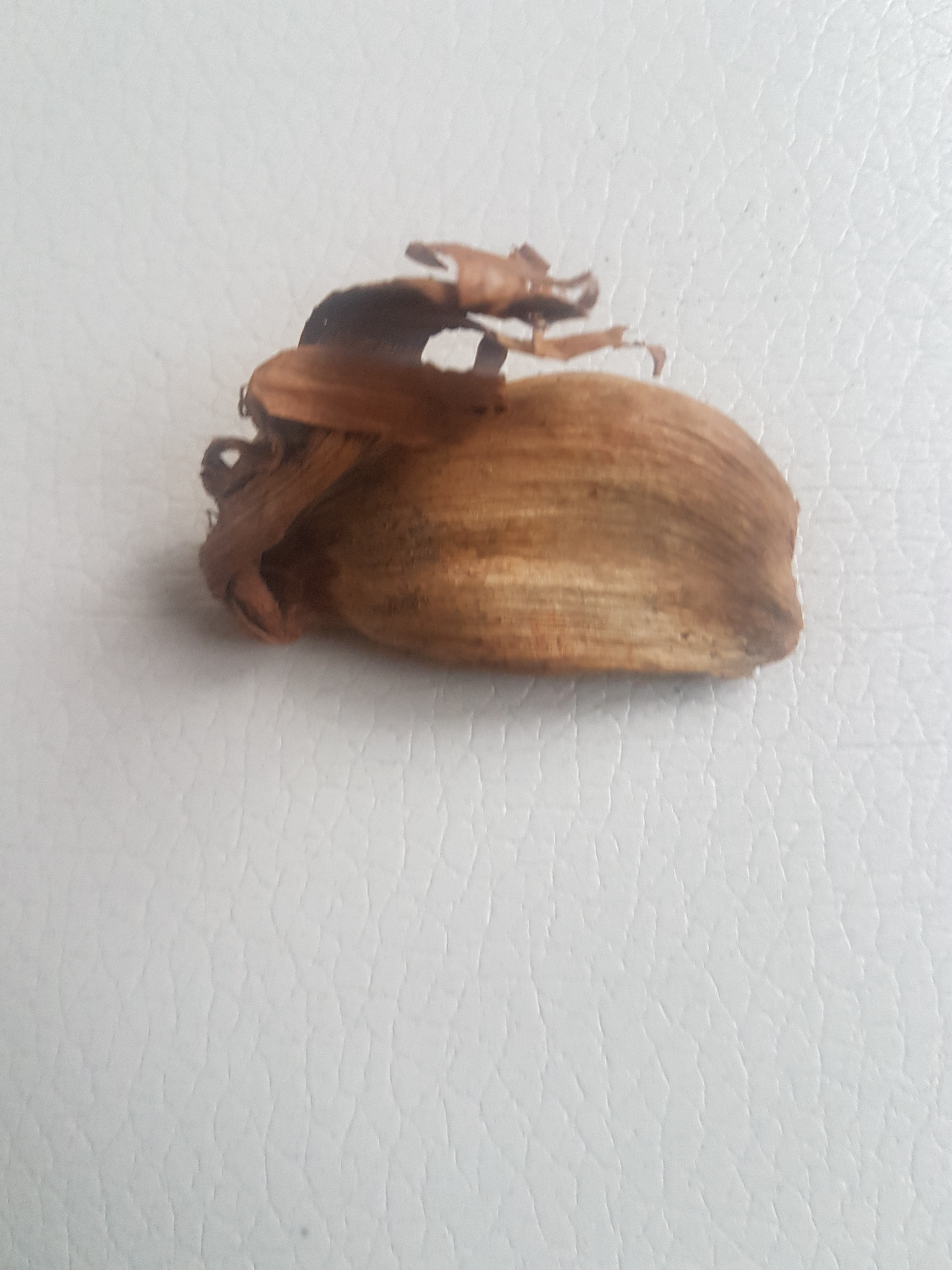
Baie séchée.